# Salle d'opération
 (mars 2024).
Si vous disposez d'ouvrages ou d'articles de référence ou si vous connaissez des sites web de qualité traitant du thème abordé ici, merci de compléter l'article en donnant les références utiles à sa vérifiabilité et en les liant à la section « Notes et références ».
Ne doit pas être confondu avec Salle d'opérations.

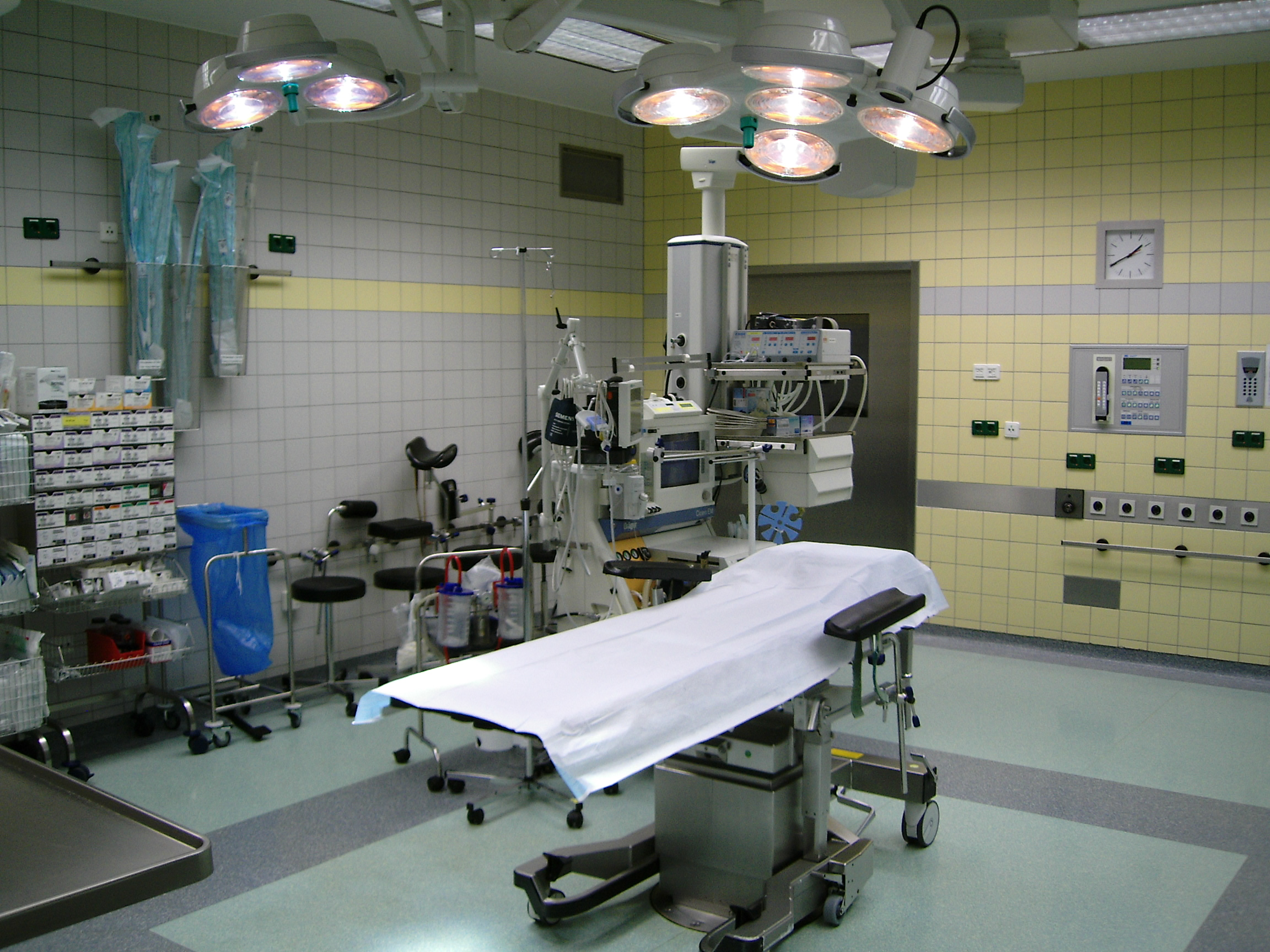
Une salle opératoire.

Une salle d'opération (« salle d'op » dans le langage médical familier) est une partie d'un bloc opératoire servant à pratiquer une intervention chirurgicale.

## Description
Elle contient le matériel approprié à chaque intervention. Au centre, se trouve la table d'opération. La salle d'opération est une salle de grandes dimensions, d'environ 60 m2 dans la plupart des cas.
L'accès est strictement réservé aux personnels de santé et aux opérés, afin de favoriser des conditions d'asepsie maximales et ainsi limiter au mieux les problèmes d'infections nosocomiales, dites « post-opératoires ».
La salle d'opération doit être conçue, occupée et utilisée pour limiter au maximum le risque de distraction des personnes qui y travaillent, afin que chacune puisse rester concentrée sur les tâches qui lui incombent, sachant que la notion de distraction est ici à nuancer, la distraction pouvant tantôt être définie comme nuisible pour la performance de l'opération, tantôt comme bénéfique (avec par exemple, le partage d'informations critiques sur le patient, ou la musique qui soulage l'ennui et aide à se concentrer) ou comme aléa inévitable (chute d'objet au sol…) ; même « des conversations non pertinentes tenues pendant les phases non critiques de la chirurgie peuvent favoriser un environnement de travail d'équipe positif, soulager le stress et réduire l'ennui et la fatigue mentale/la charge de travail ». En 2015, Sasangohar et ses collaborateurs notent qu'en unité de soins intensifs, un panneau « Ne pas déranger » diminue l'occurrence de conversation personnelle aux moments critiques, mais bloque aussi des échanges d'informations critiques sur les patients. Et des stratégies d'atténuation mal conçues peuvent à leur tour devenir des sources de distractions.

## Table d'opération
La table d'opération est une table standard respectant un ensemble de normes précises, permettant plusieurs options. Celle-ci peut être équipée de « bras », pour écarter les jambes d'un patient (pour des interventions gynécologiques, par exemple). De plus, une pédale ou une télécommande permettent de régler la position du malade par rapport au chirurgien, l'inclinaison de la table (ou de certaines parties de celle-ci), la hauteur, le roulis.
La table se doit d'être la plus confortable possible pour l'opéré qui, en général, est anxieux avant l'intervention et l'anesthésie.
Celle-ci est aussi appelée « billard » dans le langage familier. L'origine de cette expression viendrait du fait qu'il y a plusieurs siècles, faute de tables de bonne qualité, on opérait certains patients sur d'authentiques tables de billard. Ainsi le maréchal Mac Mahon, blessé au combat lors de la guerre franco-prussienne, aurait été soigné sur la table de billard d'un café de Sedan en 1870. Une autre hypothèse plausible relate qu'à la fin du XIXe siècle, la maison Heymen-Billard, fondée à l'origine par le chirurgien-dentiste Louis Alexandre Billard (1808-1884), fabrique sous le nom Billard des fauteuils dentaires. De par leur succès, le patient passait sur le billard, au sens de passer sur le fauteuil dentaire, l'expression aurait par la suite été étendue à l'ensemble des opérations chirurgicales.

## Contenance

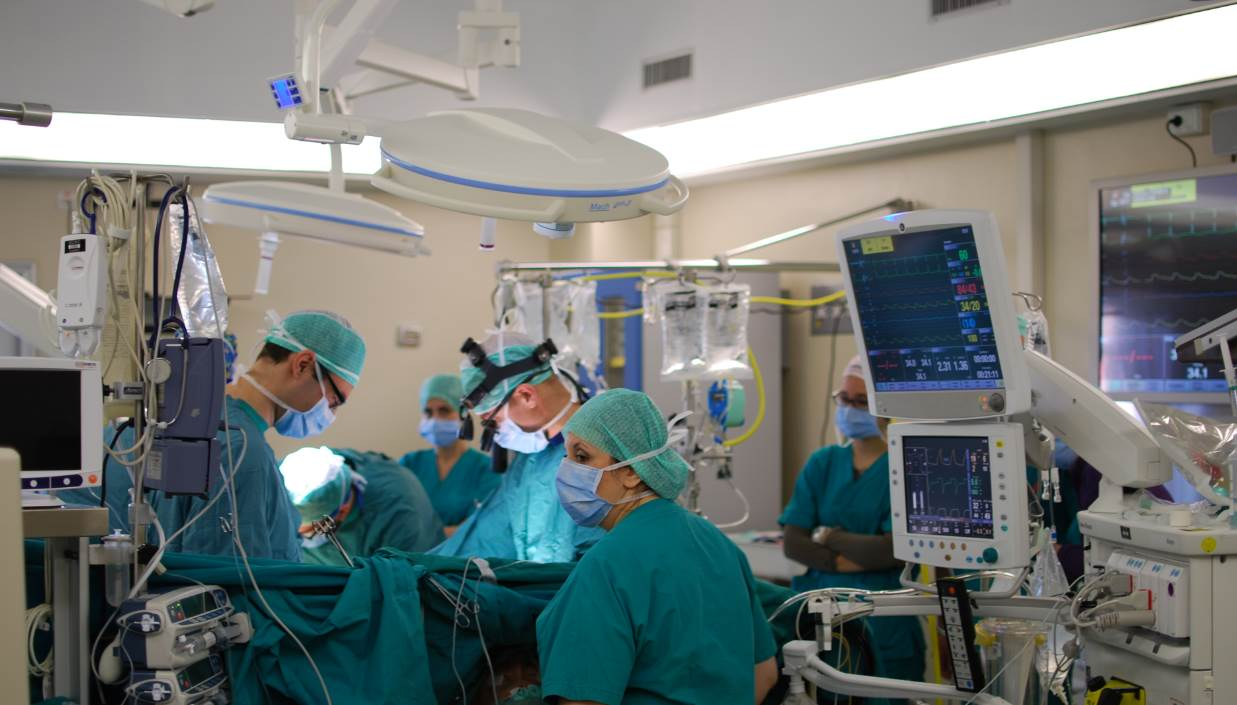
Exemple de matériel disponible dans une salle d'opération

La salle d'opération contient donc la table d'opération, un respirateur d'anesthésie, un bistouri électrique, l'ensemble des machineries chirurgicales nécessaires à chaque type d'intervention (par exemple, dans un bloc opératoire de chirurgie cardiaque, on pourra trouver une machine cœur-poumons), des tables roulantes servant à porter les instruments chirurgicaux tels que les pinces, les ciseaux, etc. Dans le jargon opératoire cette table roulante est nommée « l'assistant muet ». La salle opératoire contient aussi une source lumineuse accrochée au plafond (appelée éclairage opératoire ou Scialytique) puissante et spécifique : cette lampe n'est pas semblable à une lampe ordinaire puisque celle-ci émet de la lumière sans ombre, afin de faciliter le travail chirurgical. De plus, suivant les options il est possible de focaliser afin d'améliorer la qualité d'éclairage.

## Bloc opératoire
Il ne faut pas confondre une salle d'opération et un bloc opératoire. Un bloc est un ensemble de salles d'opération (entre 5 et 10 salles d'opération par bloc en général), de couloirs, de vestiaires chirurgicaux, de salles de réveil, de bureaux.